# Levarsjön
Levarsjön är en sjö i Nordmalings kommun i Ångermanland och ingår i Öreälven-Leduåns kustområde. Sjön har en area på 0,133 kvadratkilometer och ligger 26 meter över havet.

## Delavrinningsområde
Levarsjön ingår i det delavrinningsområde (705691-168623) som SMHI kallar för Utloppet av Levarsjön. Medelhöjden är 37 meter över havet och ytan är 4,59 kvadratkilometer. Det finns ett avrinningsområde uppströms, och räknas det in blir den ackumulerade arean 9,38 kvadratkilometer. Vattendraget som avvattnar avrinningsområdet har biflödesordning 2, vilket innebär att vattnet flödar genom totalt 2 vattendrag innan det når havet efter 2,6 kilometer. Avrinningsområdet består mestadels av skog (60 procent), jordbruk (14 procent) och sankmarker (11 procent). Avrinningsområdet har 0,13 kvadratkilometer vattenytor vilket ger det en sjöprocent på 2,8 procent.